# 卵叶双唇蕨
卵叶双唇蕨（学名：Schizoloma intertextum）为陵齿蕨科双唇蕨属下的一个种。

## 扩展阅读
- 維基物種上的相關：卵叶双唇蕨